# Краковский бублик
Краковский бублик (пол. obwarzanek krakowski или obarzanek krakowski) — выпечка в форме кольца, характерная для польской кухни. Традиционная уличная еда в Кракове.

## Этимология
Польское слово obwarzanek (также встречается написание obarzanek) производно от глагола obwarzać (с пол. — «обваривать», «обдавать кипятком») и, таким образом, исторически родственно русскому слову «баранка».

## Рецепт
Краковский бублик имеет форму овала или круга с отверстием посередине и состоит из двух или трёх полосок дрожжевого теста, скрученных в спираль. Цвет варьируется от светло-золотистого до светло-коричневого. Традиционный краковский бублик имеет диаметр 12—17 сантиметров и толщину 2—4 сантиметра и весит 80—120 граммов. Поверхность бублика может быть гладкой или слегка шероховатой.
Бублики посыпают различными ингредиентами — такими как зелень, паприка, сыр, лук, семена мака, кунжута, тмина, льна.
Краковские бублики обычно продают без упаковки, так как если упаковать бублик до полного охлаждения, он перестаёт быть хрустящим.

## История

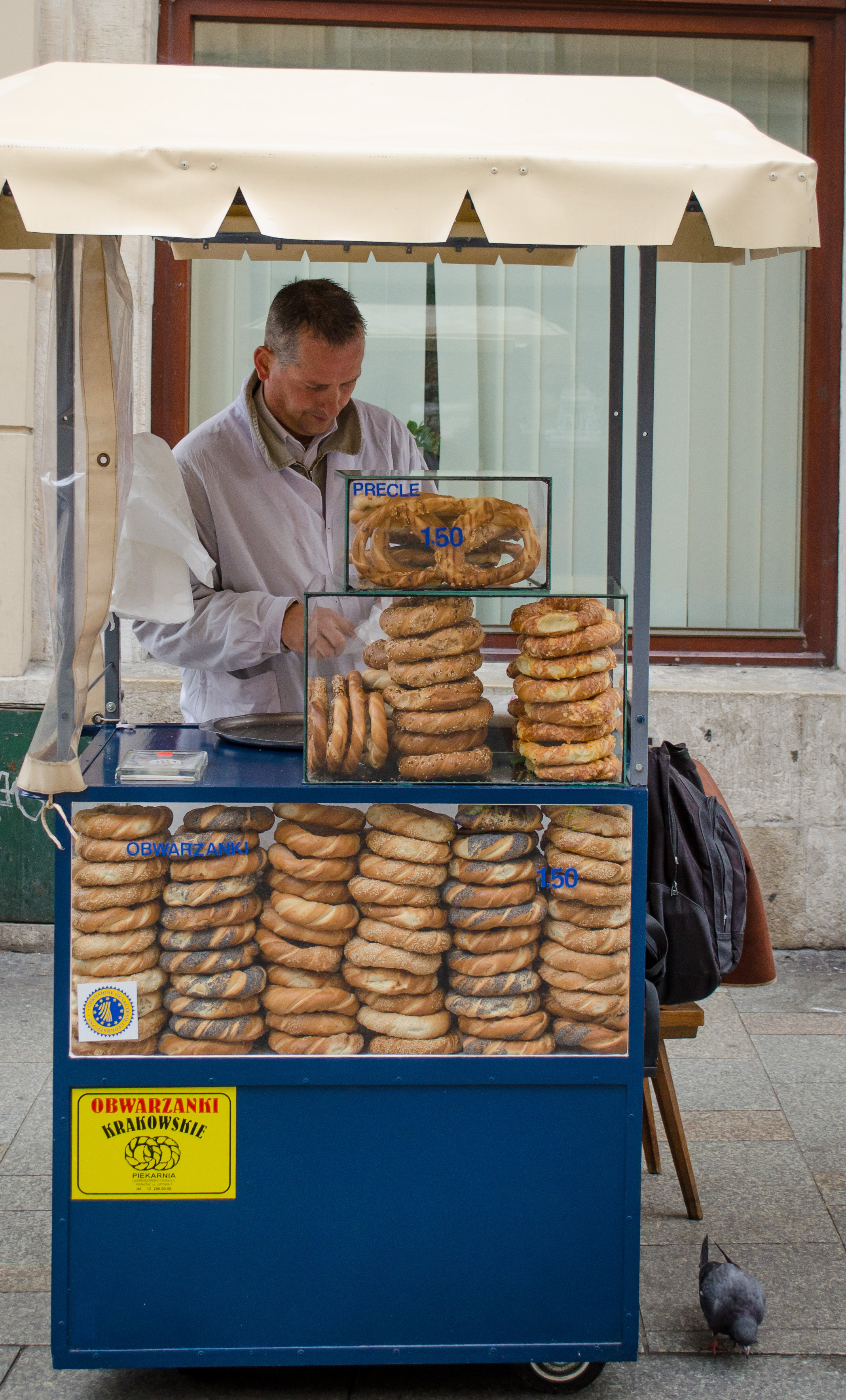
Продажа бубликов в Кракове (2014)

Первое дошедшее до нас упоминание о краковских бубликах относится к правлению короля Владислава II Ягелло (Ягайло) и королевы Ядвиги. В придворных записях от 2 марта 1394 года сказано: «Dla królowej pani pro circulis obrzanky 1 grosz» (с пол. — «Для королевы на бублики 1 грош»). При этом использовано как польское слово obrzanky, так и латинское circuli.
В 1496 году король Ян I Ольбрахт предоставил гильдии пекарей Кракова монополию на выпечку белого хлеба, включая и бублики. Эта монополия действовала вплоть до правления Яна III Собеского. В 1611 году был урегулирован порядок продажи бубликов в черте города.
22 января 1802 года был издан указ, согласно которому любому пекарю разрешалось печь бублики, если наступала его очередь среди тех пекарей, кому это было разрешено. Пекарей, имеющих право печь бублики, выбирали с помощью жребия. Вероятно, обычай жеребьёвки был прекращён в 1849 году.
Ларьки, продававшие бублики, открывались до шести часов утра. Качество и свежесть выпечки контролировала гильдия. Также вплоть до 1950-х годов бублики продавали непосредственно из плетёных корзин.
В наши дни за сутки в Кракове продают около 150 000 бубликов.